# Нишки споразум (1923)
Нишки споразум (буг. Нишка спогодба) 23. марта 1923. године у Нишу је потписан споразум између Краљевине СХС и Краљевине Бугарске о уређењу међудржавних питања везаних за граничне проблеме, који је састављан и разматран на Нишкој конференцији од 1. до 17. марта 1923.
Споразумом је Краљевина СХС ојачала своју позицију да гони македонске сепаратисте на бугарској територији, с обзиром да премијер Бугарске Александар Стамболијски није могао да се ослони на бугарску војску. Споразум је подразумевао заједничко патролирање на граници како би се погранична подручја довела у ред.
Споразумом је Бугарска прихватила суверенитет Краљевине СХС над „Старом Србијом“.
Потписивање споразума је Стамболијском створило проблеме. Овакав споразум је највише сметао ВМРО-у који више није могао да упада на територију СХС са бугарске.
Споразум је један од разлога пуча 9. јуна 1923. године.
Премијера Александра Стамболијског су, 14. јуна исте године на његовом имању у Славовици, отели, мучили и убили ВМРО и његови политички противници исекавши му шаку којом је потписан нишки споразум.